# Казанський Діонісій Олександрович
Діонісій Олександрович Казанський (6 (19) січня 1883, Грязновка, Тамбовська губернія — 8 листопада 1938) — радянський український учений, хімік, професор. Декан хімічного факультету і завідувач кафедри кількісного аналізу Харківського державного університету та завідувач кафедри органічної хімії у Харківському інституті соціального виховання.

## Життєпис
Діонісій Казанський народився 6 (19) січня 1883 року у селі Грязновка Тамбовської губернії у родині священника. Навчався у духовній семінарії, але потім її покинув. У 1904 році екстерном склав екзамени на атестат зрілості, а наступного року поступив на хімічне відділення фізико-математичного факультету Імператорського Харківського університету. У 1910 році закінчив університет з дипломом першого ступеня і став працювати асистентом на кафедрі неорганічної хімії. Почав свою наукову діяльність під керівництвом професора Володимира Тимофєєва. У 1913 році був відправлений у відрядження до Лейпцигу, де працював у лабораторії професорів Вільгельма Бетгера та Карла Друкера. З 1916 року працював лаборантом, а потім асистентом при неорганічному відділенні хімічної лабораторії університету. З того ж року працював у приватній жіночій гімназії Покровської та Ілляшевої, де викладав фізику.
У 1920 році влаштувався працювати на кафедру неорганічної та аналітичної хімії Харківського технологічного інституту (ХТІ). Все подальше життя працював за сумісництвом на цій кафедрі, послідовно обіймаючи посади асистента, викладача та професора. З 1921 року також обіймав посаду професора у Харківському інституті народної освіти (ХІНО). В інститутах читав лекції з кількісного аналізу та неорганічної хімії. Брав участь у роботі Третього (1922) та Четвертого (1925) Менделеєвських з'їздів. У 1926 році став завідувачем кафедри органічної хімії у Харківському інституті соціального виховання. У 1929 році працював науковим співробітником хімічної лабораторії ХТІ, після перетворення інституту у Харківський політехнічний інститут працював на посаді доцента. Наступного року Казанський став працювати у Харківському хіміко-технологічному інституті, який був утворений після реорганізації політехнічного інституту.
У 1933 році, Діонісія Казанського запросили очолити кафедру кількісного аналізу у відродженому Харківському державному університеті, де він першим став читати лекції з кількісного аналізу. Через два роки Казанський очолив хімічний факультет, змінивши Юрія Габеля. Залишався на посаді декана до своєї раптової смерті 8 листопада 1938 року.

## Особистіть
Крім наукової діяльності займався громадською роботою, обирався членом президії Харківського хімічного товариства та у 1929 році був бібліотекарем Товариства фізико-хімічних наук при ХІНО. На останньому році життя очолив та активно керував секцією викладання хімії Харківського відділення Всесоюзного хімічного товариства імені Дмитра Менделєєва.
Хімік Борис Красовицкий характеризував Діонісія Казанського як доброзичливу та тиху людину, однак, зазначав, що курс кількісного аналізу Казанський читав «неважно». Викладання відбувалося на українській мові, яку лектор знав погано та у його лексиці було багато спотворених українських слів. Через що студентів більш цікавили мовні огріхи Казанського, ніж предмет курсу.

## Науковий доробок
Діонісій Казанський був автором наукових праць з фізичної та аналітичної хімії. Зокрема на засіданнях Харківського Фізико-хімічного товариства він прочитав такі роботи:
- О растворимости резорцина в смесях некоторых органических растворителей (1911)
- Депрессия анилина в растворах хлористоводного анилина (1914)